# Лери Винн
Ле́ри Винн (настоящее имя: Валерий Игоревич Дя́тлов) (17 октября 1962, Днепропетровск) — украинский певец, Заслуженный артист Украины (1999).

## Биография
Валерий Дятлов (Лери Винн) родился 17 октября 1962 года в Днепропетровске, позже семья переехала в Винницу.

### Образование
- Закончил элитную винницкую школу N2.[3]
- 1984 год — Винницкий политехнический институт
- 1993 год — Винницкое музыкальное училище[укр.]

### Творчество
На профессиональной сцене с 1990 года.
В 1994 году — взял псевдоним Лери Винн.
Всплеск популярности певцу принесла песня Анатолия Киреева «Ветер», которая надолго стала визитной карточкой исполнителя не только на Украине, но и на территории стран СНГ. Но не лишь этой песней известен Лери Винн, альбом «Ветер с острова дождей» став культовым для профессиональных музыкантов и любителей хорошей музыки.
В 1997 году переехал в Киев по просьбе певца Виктора Павлика.
С 1996 по 1999 год Лери Винн стал бессменным ведущим и лицом музыкальной программы «Шлягер бо Шлягер».
Участие певца на фестивале «Славянский базар в Витебске» в 1998 году стало судьбоносным. Там произошло знакомство известного композитора Игоря Крутого с творчеством популярного исполнителя Лери Винна, которое переросло в заключение контракта компании «АРС» с исполнителем Лери Винном.
С 1998 года начинается новый виток популярности. Снимается клип на песню «Ветер», которую поют уже за пределами СНГ. Она прозвучала в финале фестиваля «Песня-98» в России. Работа с Днепропетровской студией «OUT» и аранжировщиком Андреем Кирющенко позволила проявить многогранный талант Лери Винна в новом качестве модного поп-исполнителя.
1999 год — съемка клипа на песню «Самолёт» в городе Санкт-Петербурге. Съемка проводилась модным московским режиссёром Сергеем Кальварским и оператором Владом Опелянцем. И, снова победа— ротация клипа на MTV, «Горячая десятка», «Башня», «Доброе утро страна», на многих других программах идет в режиме «Горячий хит».

### Награды
В 1999 году получил звание Заслуженного артиста Украины

### Личная жизнь
С 1999 года — жена Ксения Дятлова (1975), держит собственное агентство «Happy people» («Счастливые люди») — организует корпоративные вечеринки,  дочь Полина Дятлова (1999) и старший сын Артем от первого брака.

### Интересные факты
В 2001 году был приглашен на неформальную встречу Леонида Кучмы и Нурсултана Назарбаева и пел с ними песни под гитару.

## Телевидение
«Шлягер бо Шлягер» (1996—1999).

## Хиты
- «Ветер»
- «Самолёт»
- «Бумажный кораблик»

## Дискография
- 1992 — «Лери Винн»
- 1997 — «Ветер с острова дождей»

1. Ветер
2. Из разных миров
3. Я забываю
4. Зимняя самба
5. Не принимай всерьёз
6. Ты и я
7. Колыбельная
8. Ночь в театре
9. Золотые берега
10. Остров дождей

- 2003 — Бумажный кораблик

1. Самолет
2. Бумажный кораблик
3. Девочка ночь
4. В один из дней
5. 16 лет
6. Про Петю, Свету и острую нехватку денег
7. Акула
8. Утони в море любви
9. Фотография на память
10. В лабиринтах ночи
11. Ветер

- 2007 — «Нарисованная любовь»

## Фильмография
1998 — Бери шинель…

## Общественная деятельность
Член совета Общества «Винничане в Киеве».